# FC Juventus des Cayes
El FC Juventus des Cayes es un club de fútbol profesional con sede en Les Cayes, Haití.
Fue fundado el 16 de julio de 2006 y juega en la Liga de fútbol de Haití.
Ha salido campeón de liga en una ocasión, en la temporada 2025.

## Palmarés
- Liga de fútbol de Haití (1):

2025-E
- Segunda División de Haití (1):

2019